# Біологічне
Біологічне — село в Україні, у Полтавській міській громаді Полтавського району Полтавської області. 

## Історія
До об'єднання двох поселень у 1992 на правому березі річки Полузір'я існувано село Біологічне, а на лівому березі річки на горі, за 0,5 км від Біологічного, був давній хутір Падалки. У 1930 році у хуторі Падалки налічувалось 12 дворів. У селі до Другої світової війни і пізніше до самого розпаду СРСР існувала Біофабрика, яка вважалась напіввійськовии об'єктом. У Біологічному до Другої світової війни і пізніше після німецької окупації був клуб, в якому показували радянські кінофільми. За останнім переписом населення об'єднаного села становить 600 осіб. До 2020 орган місцевого самоврядування — Гожулівська сільська рада.
12 червня 2020 року, відповідно до розпорядження Кабінету Міністрів України № 721-р «Про визначення адміністративних центрів та затвердження територій територіальних громад Полтавської області», село увійшло до складу Полтавської міської громади.
19 липня 2020 року, в результаті адміністративно - територіальної реформи та ліквідації Полтавського району (1925—2020), село увійшло до складу новоутвореного Полтавського району.

## Походження назви
На території України було 2 села з назвою Падалки, з яких залишилось одне з них — село Падалки у Сумській області. У 1992 році Полтавська обласна рада ухвалила рішення про зміну назви села Падалки на село Біологічне. Верховною Радою України рішення ухвалено 13 березня 2018 року.

## Географія
Село Біологічне розташоване на берегах річки Полузір'я, вище за течією на відстані 1 км розташоване село Андріївка, нижче за течією на відстані 2 км розташоване село Соломахівка.
Біля села проходить залізниця, на якій розташований пасажирський зупинний пункт Івашки.

## Об'єкти соціальної сфери
- Будинок культури.